# 宁乡市实验中学
宁乡市实验中学（英語：Ningxiang Experimental High School）是一所湖南省长沙市宁乡市县城的中学。

## 历史
1998年，宁乡县教育局创办了宁乡县实验中学，它是一所示范性、寄宿制完全中学。

## 特色

### 校训
- 朴实
- 坚韧
- 协作
- 创新

### 校风
- 严谨
- 民主
- 文明
- 勤奋

### 教风
- 求真
- 务实
- 开拓
- 奉献

### 学风
- 勤学勤思
- 敢于质疑

## 国际交流
2009年3月，宁乡县实验中学和加拿大杜威学院合作成立“中加国际课程班”。